# Experimentelle 5,7-cm-Panzerabwehrkanone
Die Experimentelle 5,7-cm-Panzerabwehrkanone (japanisch 試製機動五糎七砲 Shisei Sokusha go-senchi-nana hō, wörtlich: Experimentelle Mobile 5,7-cm-Kanone) war eine experimentelle Panzerabwehrkanone des Kaiserlich Japanischen Heeres, die ab 1941 bis 1943 erfolglos entwickelt wurde.

## Hintergrund
Bis zum Jahr 1939 hatte das japanische Heer verschiedene leichte Unterstützungswaffen unter der Bezeichnung Schnellfeuer-Infanteriegeschütze entwickelt und eingeführt. Bei allen lag das Hauptaugenmerk auf der Bekämpfung von Feldstellungen und Bunkern im direkten oder indirekten Richten. Die Panzerabwehr mit panzerbrechenden Geschossen sollte als Nebenaufgabe erfolgen. Für spezielle Panzerabwehrwaffen wurde keine Notwendigkeit gesehen. Alle diese Infanteriegeschütze sollten der vorrückenden Infanterie direkt im selben Tempo folgen können, mussten also entsprechend leicht gebaut sein. Dies schloss für das Heer die Verwendung größerer Kaliber als 37 mm zunächst von vornherein aus.
Die Entwicklung immer schwerer gepanzerter Kettenfahrzeuge führte 1937 zu dem Versuch, eine entsprechende Waffe im Kaliber 47 mm zu entwickeln. Aufgrund des grade begonnenen Zweiten Chinesisch-Japanischen Krieges wurden Mittel dafür bereitgestellt, allerdings nur in geringem Umfang. Ergebnis war 1938 die Experimentelle Typ 97 47-mm-Schnellfeuerkanone. Hier zeigte sich erstmals das Dilemma, dass die Waffe aufgrund der höheren Rückstoßkräfte Probleme mit den restriktiven Gewichtsvorgaben bekam.
Dass eine solche Waffe trotz des Widerstands der Heeresführung dringend benötigt wurde, zeigten nicht zuletzt die Gefechte am Chalchin Gol 1939. Dort trafen die japanischen Verbände auf sowjetische Verbände der Roten Armee mit Panzern der Typen BT-5, BT-7 und T-26. Die Japaner wurden vor allem aufgrund des Panzereinsatzes und der mangelhaften Panzerabwehrfähigkeiten der vorhandenen Waffen und Panzerkanonen besiegt. Daher wurde beschlossen, noch 1939 parallel zur Entwicklung einer Panzerkanone mit der Entwicklung einer gesonderten Panzerabwehrwaffe im Kaliber 47 mm zu beginnen. Die erkennbaren Entwicklungen auf dem Panzersektor zu stärkeren Panzerungen machten es aber absehbar, dass dieses Kaliber bereits in wenigen Jahren nicht mehr den Bedürfnissen entsprechen würde. Daher wurde Anfang 1941 die Entwicklung solcher Waffen im Kaliber 5,7 cm begonnen.

## Entwicklung
Die Vorgaben für die Panzerabwehrkanone waren
- Kaliber 57 mm
- Kaliberlänge L/50 oder größer
- Geschossgewicht 2,7 kg
- Mündungsgeschwindigkeit 850 m/s
- Durchschlagleistung 60 mm auf 1000 m
- Maximalgewicht 1000 kg
- Höhenrichtbereich −8° bis +16°
- Rohrrücklauf maximal 1200 mm
- Transportfähig bis 40 km/h im Kraftzug
- so weit wie möglich Verwendung von Bauteilen der Typ 1 47-mm-Panzerabwehrkanone

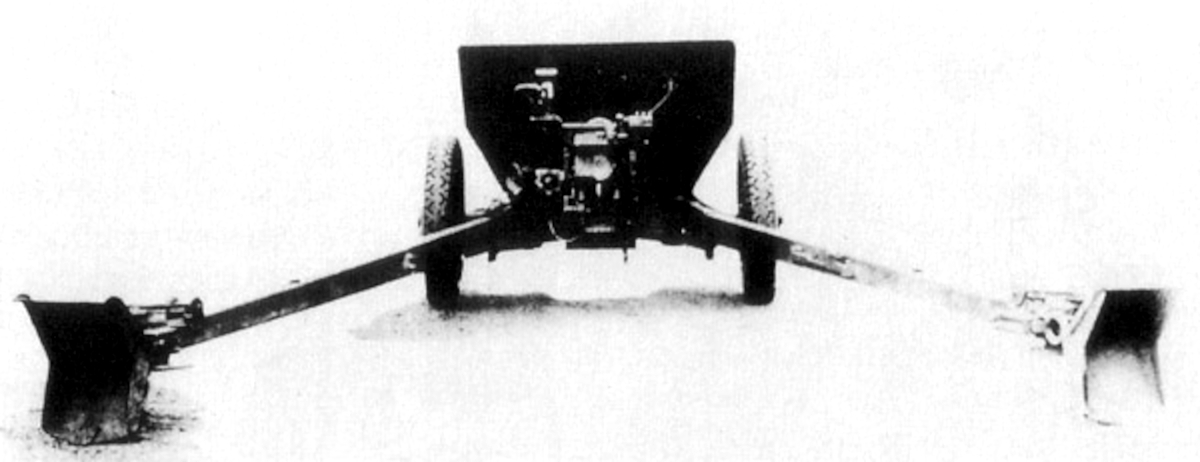
Waffe von hinten

Geplant war, die Entwicklung im Oktober 1941 zu beginnen und bis Oktober 1942 abzuschließen. Aufgrund der Ergebnisse der Entwicklung der Typ 97 47-mm-Panzerabwehrkanone war bereits zu Entwicklungsbeginn klar, dass die Durchschlagsleistung begrenzt sein würde, damit die auf Gewichtsersparnis ausgelegte Lafette die auftretenden Rückstoßkräfte bewältigen konnte. Alle zeitgleich entwickelten 57-mm-Panzerabwehrkanonen weltweit hatten ein Gewicht von mindestens 1250 kg, boten dafür aber mindestens 20 % mehr Durchschlagsleistung. Dies wurde zur Beibehaltung der damals aktuellen Infanterietaktik der möglichst leichten Unterstützungswaffen aber in Kauf genommen. Von vornherein ergaben sich Probleme aus der Gewichtsbegrenzung und letztlich war die geplante Leistung nur mit einem Gewicht von 1080 kg in Feuerstellung und 1540 kg in Fahrstellung (mit Protze) erreichbar.
Zudem ergab sich mit Beginn des Pazifikkrieges ein erhöhter Bedarf an anderen Waffen und auch die Geldmittel wurden anderweitig dringender benötigt. Dadurch ergab sich letztlich eine Verzögerung um mehrere Monate bis zur Fertigstellung des Prototyps. Zu diesem Zeitpunkt konnte man bereits in Deutschland die dort neueste Panzergeneration (Panzerkampfwagen V Panther und Panzerkampfwagen VI Tiger) genauer in Augenschein nehmen. Die Ergebnisse zeigten deutlich, dass die in Entwicklung befindliche Waffe bezüglich der Durchschlagsleistungen bereits 1944 nicht mehr ausreichend gewesen wäre. Daher wurde das Projekt Ende Juni 1943 beendet und die Ressourcen in die Entwicklung einer 105-mm-Kanone umgeleitet.

## Technik
Das Geschütz bestand aus drei Teilen:
- Rohr
- Oberlafette mit Rohrrücklauf
- als Spreizlafette ausgelegte Unterlafette

Das Rohr mit Verschluss wog 280 kg und hatte eine Länge von 3,255 m (L/57). Es besaß einen nach rechts öffnenden Querkeilverschluss und war auf einer viereckigen Rohrwiege mit federhydraulischem Rohrrücklauf gelagert. Die Wiege war vertikal beweglich in der Oberlafette eingebaut. Dies ermöglichte einen Schusswinkel von −8° bis 16°. Die Seitenrichtung erfolgte grob durch die Bedienmannschaft, wobei das gesamte Geschütz gedreht wurde. Die Feinrichtung und die Höhenrichtung erfolgten über Handräder links an der um 19° in jede Richtung drehbaren Oberlafette. Die Mannschaft kniete neben und hinter dem Geschütz.
Die Oberlafette war mit einem Zapfen auf einer Spreizlafette montiert. Die zwei Holme konnten durch Drehgelenke an der Radachse v-förmig geöffnet werden. Sie waren am hinteren Ende in festen Stellungen mit einschlagbaren Erdankern und in provisorischen Stellungen mit klappbaren Erdspornen gegen ein Zurückrollen beim Abschuss gesichert.
Der Schutzschild bestand aus 3,5 mm starkem Panzerstahl und hatte die gleiche Form wie das der Typ 1 47-mm-Panzerabwehrkanone. Gezogen werden sollte die Waffe mit dazugehörender Protze von der Typ 98 4t-Vollkettenzugmaschine Shi-Ke oder mehreren Zugtieren.

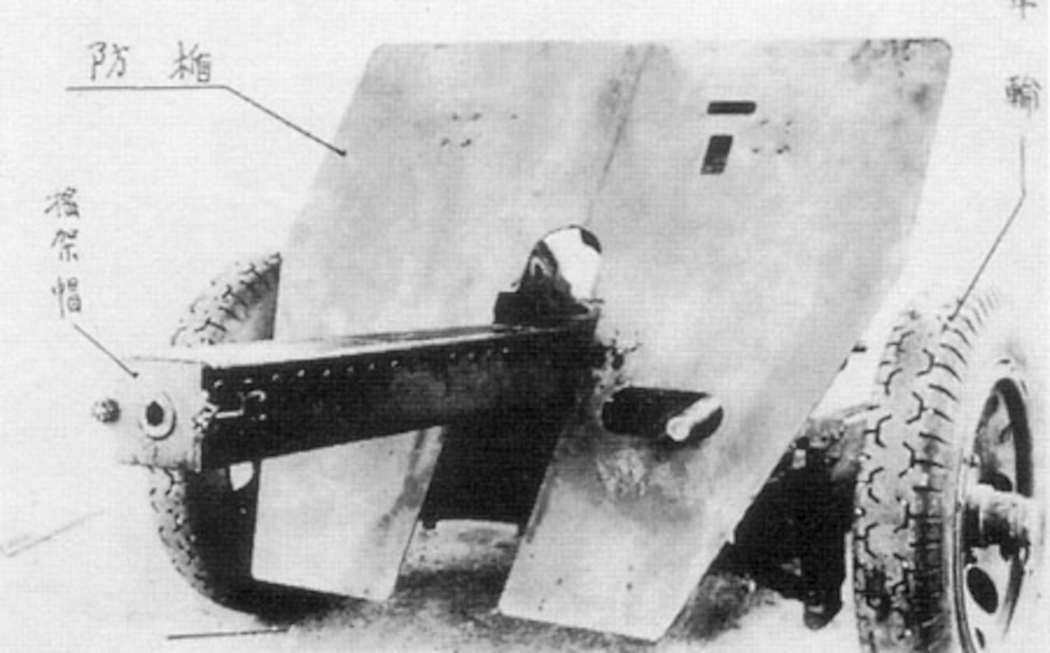
Waffe von vorn ohne Rohr

### Munition
Die Munition sollte auch mit der geplanten 57-mm-Bordkanone für Panzer verschossen werden. Da es das Kaliber zuvor nicht gab, musste sie ebenfalls neu entwickelt werden. Die Ausstattung umfasste ein panzerbrechendes Sprenggeschoss, ein Sprenggeschoss, ein Leuchtgeschoss zur Zielmarkierung bei Dunkelheit und ein Hohlladungsgeschoss. Mit dem Ende der Kanonenentwicklung endete auch die Munitionserprobung.
| Bezeichnung                                | Bild | Gewicht   | Gewicht     | Sprengstoff | Zünder          |
| Bezeichnung                                | Bild | Geschoss  | Sprengstoff | Sprengstoff | Zünder          |
| ------------------------------------------ | ---- | --------- | ----------- | ----------- | --------------- |
| Experimentelles Typ 1 Panzersprenggeschoss |      | 2,7 kg    | unbekannt   | unbekannt   | Aufschlagzünder |
| Experimentelles Typ 2 Sprenggeschoss       |      | 2,7 kg    | unbekannt   | unbekannt   | Aufschlagzünder |
| Experimentelles Zielmarkierungsgeschoss    |      | unbekannt | unbekannt   | unbekannt   | Aufschlagzünder |
| Experimentelles Typ Ta Hohlladungsgeschoss |      | unbekannt | unbekannt   | unbekannt   | Aufschlagzünder |

## Einsatz
Geplant war die Verwendung der Waffe als Panzerabwehrkanone und leichtes Infanteriegeschütz bei der Infanterie. Zudem wurde parallel dazu eine modifizierte, kürzere Version als Bordkanone für den Typ-1-mittleren-Panzer Chi-He entwickelt. Auch bei der ursprünglichen Planung des Typ-4-Panzers Chi-To wurde diese Waffe zugrunde gelegt.

## Fazit
Im Vergleich zu den internationalen Konkurrenzmodellen (beispielhaft 6pdr QF Anti-Tank Gun und 57-mm-Panzerabwehrkanone M1943) war die Durchschlagsleistung mit normalen, panzerbrechenden Geschossen geringer (89 mm beziehungsweise 74 mm auf 1000 m bei 90° Auftreffwinkel). Sie entsprach eher der der deutschen 5-cm-PaK 38.
Ergebnis des Entwicklungsfehlschlags war, dass der Infanterie von Ende 1941 bis Mitte 1945 kein adäquates Panzerabwehrgeschütz und der Panzertruppe praktisch nur die Typ 1 47-mm-Bordkanone als schwerste einsetzbare Panzerwaffe zur Verfügung stand.
- Die 7,5-cm-Bordkanonen der Kanonenpanzer und des Typs 3 Mittleren Panzers Chi-Nu waren im Prinzip auf indirektes Richten ausgelegte Artilleriegeschütze mit einer zusätzlichen Optik für direktes Richten. Insofern gab es Defizite hinsichtlich der Verwendung als Panzerwaffe im Direktbeschuss (zum Beispiel aufwändiges Zusammensetzen der zweiteilig gelieferten Munition zwischen den Einsätzen, reduzierte Richtgeschwindigkeit, größere Streuung).
- Die Typ 5 7,5-cm-Bordkanone und ihre zeitgleich entwickelte Panzerabwehrversion waren erst im Frühjahr 1945 einsatzbereit.
- Die Typ 5 10 cm Bordkanone, die Ende 1944 einsatzbereit wurde, war wiederum zu schwer für den Einsatz selbst im Typ 5 Panzer Chi-Ri. Die daraus abgeleitete 10-cm-Panzerabwehrkanone für Selbstfahrlafetten war bei Kriegsende noch in der frühen Entwicklungsphase.

Dies war ein wesentlicher Nachteil gegenüber den Kriegsgegnern, der sich insbesondere während des von modernen Panzern unterstützten, sowjetischen Angriffs auf Mandschukuo im August 1945 zeigte.

## Nachfolger
- Experimentelle Typ 5 7,5-cm-Panzerabwehrkanone
- Experimentelle 10-cm-Panzerabwehrkanone